# 1867 dans les chemins de fer
Chronologie des chemins de fer
1866 dans les chemins de fer - 1867 - 1868 dans les chemins de fer

## Évènements
- La Compagnie des chemins de fer du Midi arrive à Port-Vendres dans les Pyrénées-Orientales.

### Avril
- 18 avril, France : mise en service[1] de la ligne Amiens - Rouen, via Abancourt, par la compagnie des chemins de fer du Nord.

### Juin
- 20 juin, France : inauguration des sections Montréjeau-Tarbes et Lourdes-Pau du chemin de fer de Toulouse à Bayonne (compagnie du Midi).

### Septembre
- 27 septembre, France : est promulguée la loi française n° 1530 qui reprend les divers accords et conventions pris. La compagnie du chemin de fer Victor-Emmanuel cède à l'État français, les sections construites ou à construire qui sont sur le territoire français, l'État les rétrocédant à la compagnie du chemin de fer de Paris à Lyon et à la Méditerranée (PLM)[2].

### Décembre
- 16 décembre, France : ouverture de la section, à voie unique, entre Châteaulin et Landerneau de la ligne de Savenay à Landerneau, avec quatre stations intermédiaires de quatrième catégorie : Quimerc'h, Hanvec, Daoulas et Dirinon, par la Compagnie du chemin de fer de Paris à Orléans (PO)[3],[4].